# Fait important
En droit des valeurs mobilières canadien et américain, un fait important  est tout fait dont il est raisonnable de s’attendre qu’il aura un effet appréciable sur le cours ou la valeur du titre. Cette notion est ainsi définie à l'article 5  de la Loi sur les valeurs mobilières du Québec.
La loi québécoise sanctionne les informations fausses et trompeuses contenues dans les prospectus. Les informations fausses et trompeuses sont définies à l'art. 5 LVM comme étant toute information à induire en erreur sur un fait important, de même que l’omission pure et simple d’un fait important. Il existe deux critères pour interpréter un fait important : la loi et la jurisprudence de la Cour suprême du Canada. 
D'abord, dans les Loi sur les valeurs mobilières, les actionnaires ont deux recours pour l'omission d'un fait important ou une information fausse et trompeuse : la nullité relative de l'achat du titre et la responsabilité civile de l'émetteur, en vertu des articles 218 et 220 LVM. 
Ensuite, dans l'arrêt Sharbern Holding Inc. c. Vancouver Airport Centre Ltd., la Cour suprême du Canada dit que la notion de fait important repose sur un réservoir informationnel total, ce qui signifie que le fait important n’est pas limité au prospectus, on tient compte de l’entièreté des renseignements disponibles. Le contexte total détermine les faits importants. Si quelque chose change le réservoir informationnel, cela passe le test de l'investisseur raisonnable. 
Dans l'arrêt Vancouver Airport, la Cour suprême reprend le contenu de l’arrêt TSC Industries Inc. v. Northway, Inc. en droit américain. Cette décision américaine dit qu'il faut faire attention aux conséquences du critère de l'importance. La norme d’importance est une norme objective, c’est selon un investisseur raisonnable. Il y a peu de déférence à l’opinion des dirigeants. Un fait est important s’il existe une probabilité marquée que l’investisseur l’estimerait important au moment de son vote. Comme deuxième critère, un fait est important si dans la matrice décisionnelle de l'investisseur, cette information trouve sa place.